# Metsküla, Viljandimaa
Metsküla är en ort i Estland. Den ligger i Suure-Jaani kommun och landskapet Viljandimaa, i den sydvästra delen av landet, 120 km söder om huvudstaden Tallinn. Metsküla ligger 78 meter över havet och antalet invånare är 184.
Terrängen runt Metsküla är platt. Runt Metsküla är det glesbefolkat, med 18 invånare per kvadratkilometer. Närmaste större samhälle är Viljandi, 11,8 km sydost om Metsküla. Omgivningarna runt Metsküla är en mosaik av jordbruksmark och naturlig växtlighet.